# 스탠리 카벨

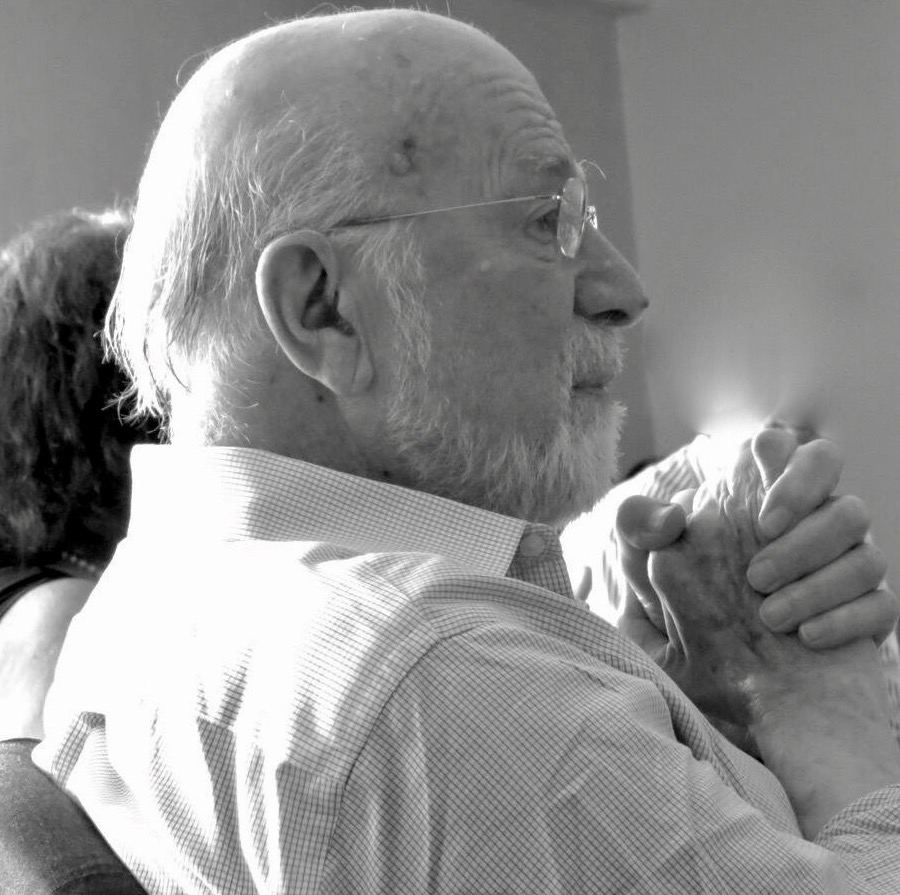

스탠리 루이스 카벨 (Stanley Louis Cavell, 1926년 9월 1일 ~ 2018년 6월 19일)은 미국의 철학자이다. 그는 하버드 대학의 미학 및 일반 가치 이론의 교수였다. 그는 윤리, 미학, 일반 언어 철학 분야 에서 일했다 . 통역사로서 그는 비트겐슈타인, 오스틴, 에머슨, 소로, 하이데거에 대한 영향력 있는 작품을 생산했다. 그의 작품은 대화 어조와 빈번한 문학적 언급이 특징이다.
카벨은 조지아주 애틀랜타의 유대인 가정에서 태어났다. 현지에서 유명한 피아니스트인 그의 어머니는 어린 시절부터 음악을 가르쳤다. 대공황 동안 카벨의 부모는 애틀랜타와 캘리포니아 주 새크라멘토 사이를 여러 번 이사했다. 사춘기 시절, 카벨은 새크라멘토에 있는 흑인 재즈 밴드의 막내로 리드 알토 색소폰 을 연주했다. 그는 버클리의 캘리포니아 대학교에 입학하여 평생 친구인 밥 톰슨과 함께 음악을 전공했으며 로저 세션스 및 에르네스트 블로흐와 함께 공부했다. 졸업 후, 그는 뉴욕시에 있는 줄리어드 음대에서 작곡을 공부했지만 음악이 그의 소명이 아니라는 것을 발견했다.
그는 UCLA에서 철학으로 대학원에 입학한 후 하버드 대학교 로 편입했다. 그곳에서 학생으로서 그는 오스틴의 영향을 받았다. 1954년에 그는 Harvard Society of Fellows 에서 Junior Fellowship을 받았다. 박사 학위를 마치기 전인 1956년 버클리 캘리포니아 대학교에서 철학 조교수가 되었다. 카벨의 첫 번째 아내(마샤 카벨)의 딸인 레이첼 리 카벨은 1957년에 태어났다. 1962~63년에 카벨은 뉴저지 주 프린스턴에 있는 고급 연구 연구소의 연구원이었으며 그곳에서 영국 철학자 버나드 윌리엄스 와 친구가 되었다. 마샤와 카벨의 결혼은 1961년 이혼으로 끝났다. 1963년 그는 하버드 철학과로 돌아와 미학과 일반 가치 이론의 Walter M. Cabot 교수가 되었다.
1964년 여름, 카벨은 미시시피의 역사적으로 흑인 개신교 대학인 Tougaloo College 에서 자유의 여름 으로 알려지게 된 일부로 대학원생 그룹에 합류했다. 그는 1967년에 결혼했다.
1976년에는 카벨의 첫째 아들 벤자민이 태어났다. 1979년에 다큐멘터리 감독 로버트 H. 가드너 (Robert H. Gardner)와 함께 카벨은 영화의 역사를 보존하고 소개하기 위해 하버드 필름 아카이브( Harvard Film Archive ) 설립을 도왔다. 카벨은 1992년에 MacArthur Fellowship 을 받았다. 1996-97년에 카벨은 미국 철학 협회 (동부 지부) 회장이었다. 1984년에는 둘째 아들 데이비드가 태어났다. 카벨은 1997년 은퇴할 때까지 하버드 교수로 남아 있었다. 그 후 예일 대학교 와 시카고 대학교 에서 강의했다. 그는 또한 1998년 암스테르담 대학 에서 철학의 스피노자 의장을 역임했다.
카벨은 2018년 6월 19일 매사추세츠주 보스턴에서 91세의 나이로 심부전으로 사망했다. 그는 마운트 오번 묘지 에 묻혔다.
영미 분석 전통 에서 훈련을 받았지만 카벨은 종종 대륙 전통 과 상호 작용했다. 그는 철학적 탐구에 영화 와 문학 연구를 포함한다. 카벨은 루트비히 비트겐슈타인, 존 랭쇼 오스틴, 마르틴 하이데거, 그리고 미국의 초월주의자 헨리 데이비드 소로와 랠프 월도 에머슨에 대해 광범위하게 글을 썼다. 그의 작품은 1970년에 만난 자크 데리다의 작품과 자주 비교되기도 했다. 그들의 교환은 원만했지만, 카벨은 해체 가 의미의 가능성을 훼손할 수 있는 정도를 완전히 부인하고, 대신에 언어와 회의론에 대해 명백히 일상적인 언어 접근을 취했다.